# Daniel Vaillant

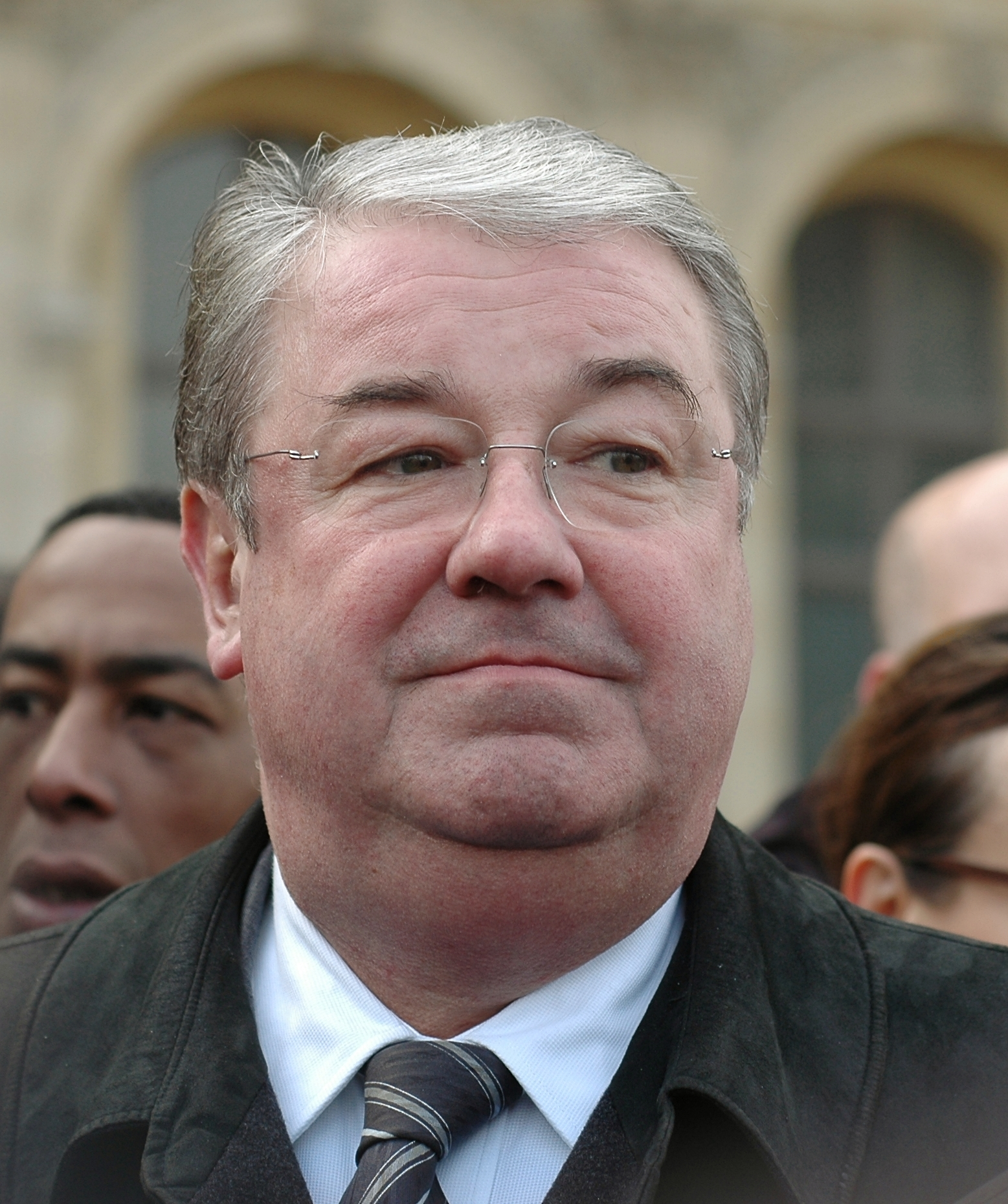
Daniel Vaillant 2006

Daniel Vaillant (* 19. Juli 1949 in Lormes, Département Nièvre) ist ein französischer Politiker der Parti socialiste.
Vaillant ist seit 2002 Abgeordneter der Nationalversammlung, wo er aktuell den 17. Wahlkreis von Paris vertritt. Zwischen 1988 und 1993 sowie zwischen 1994 und 1997 war er schon einmal Mitglied der Nationalversammlung.
Von August 2000 bis Mai 2002 war er französischer Innenminister (Ministre de l'Intérieur) in der Regierung seines Parteifreunds Lionel Jospin, nachdem er zuvor seit 1997 Minister für die Beziehung zum Parlament (Ministre des Relations avec le Parlement) gewesen war.
Von 1995 bis 2001 sowie von 2003 bis 2014 war er Bürgermeister des 18. Arrondissements von Paris. Von diesem Amt trat er zurück, weil die sozialistische Kandidatin für das Amt der Pariser Bürgermeisterin, Anne Hidalgo, eine Trennung von Amt und Mandat wünschte und damit keine Bezirksbürgermeister, die zugleich Abgeordnete sind.
Vaillant sprach sich u. a. in einem Zeitungsartikel für eine Legalisierung von Cannabis aus. In der Auseinandersetzung um muslimische Gläubige des 18. Arrondissements, die wegen Platzmangels in der Moschee auf offener Straße beteten, sprach er sich für eine pragmatische Lösung aus. Die Mairie des Arrondissements erlaubte die Gebete bis zur Fertigstellung einer größeren Moschee.